# Richard Anthony Brualdi
Richard Anthony Brualdi, né le 2 septembre 1939 à Derby (Connecticut), est un mathématicien américain spécialiste en combinatoire, théorie des graphes, algèbre linéaire (théorie des matrices) et théorie des codes.

## Biographie
Brualdi étudie à l'université du Connecticut (Bachelor en 1960) et à l'université de Syracuse, où il obtient en 1962 un Master, et un Ph.D. en 1964, sous la supervision de Herbert J. Ryser (Combinatorial Aspects of the Direct Product of Matrices).
À partir de 1965 il est Assistant Professor à l'université du Wisconsin à Madison, et il y est professeur titulaire depuis 1973 , en tant que Beckwith Bascom Professor of Combinatorial Mathematics à partir de 2004. Il est professeur émérite de combinatoire  depuis 2008.
En 1974 il est chercheur invité à l'université Loránd Eötvös comme Research Fellow de l'Académie nationale des sciences) et en 1969-1970 en tant que NATO Fellow à l'université de Sheffield.
Parmi ses étudiants, il y a notamment Jia-yu Shao, Bryan Shader, T. S. Michael et John Goldwasser. La notion de coloration d'incidences (en) a été introduite en 1993 par Brualdi et Massey.
Brualdi est coéditeur du  Electronic Journal of Combinatorics (depuis 2001) et de Linear Algebra and its Applications (depuis 1979).

## Prix et affiliations
- De 1996 à 2002, Brualdi est président de la International Linear Algebra Society.
- En 2000, Brualdi reçoit la médaille Euler de l'Institut de combinatoire et ses applications.
- En 2005 il est lauréat du prix Hans-Schneider de la International Linear Algebra Society.
- En 2012, il est élu fellow de la  Society for Industrial and Applied Mathematics.
- En 2012, Brualdi devient l'un des inaugural fellows de l'American Mathematical Society[3].
- En 2012, il est élu fellow de la  Society for Industrial and Applied Mathematics.

## Publications

### Livres
- Richard A. Brualdi et Herbert J. Ryser, Combinatorial Matrix Theory, Cambridge University Press, 1991.
- Richard A. Brualdi, Introductory Combinatorics, Prentice-Hall, 1977. —  5e édition en  2010, Errata ici
- (en) Richard A. Brualdi, Combinatorial Matrix Classes, Cambridge (GB), Cambridge University Press, coll. « Encyclopedia of Mathematics and Its Applications » (no 108), 2006, 544 p. (ISBN 0-521-86565-4, lire en ligne).
- Richard A. Brualdi et Dragos Cvetkovic, A Combinatorial Approach to Matrix Theory and Its Applications, Boca Raton, CRC Press, 2009.
- Richard A. Brualdi et Bryan Shader, Matrices of Sign-Solvable Linear Systems, Cambridge University Press, coll. « Cambridge Tracts in Mathematics » (no 116), 1995.
- (en) Richard A. Brualdi, The Mutually Beneficial Relationship Between Graphs and Matrices, Providence (R.I.), American Mathematical Society, coll. « CBMS Regional Conference Series in Mathematics » (no 115), 2011, 96 p. (ISBN 978-0-8218-5315-3, DOI 10.1090/cbms/115, MR 2808017, lire en ligne).
- Vera Pless, W. C. Huffman et Richard A. Brualdi (éditeurs), The Handbook of Coding Theory, North-Holland, 1998.

### Articles (sélection)
- « On the permanent and maximal characteristic root of a nonnegative matrix », Proc. Amer. Math. Soc., vol. 17,‎ 1966, p. 1413–1416 (DOI 10.1090/s0002-9939-1966-0204444-2, MR 0204444)
- « A very general theorem on systems of distinct representatives », Trans. Amer. Math. Soc., vol. 140,‎ 1969, p. 149–160 (DOI 10.1090/s0002-9947-1969-0249304-3, MR 0249304)
- « A extension of Banach's mapping theorem », Proc. Amer. Math. Soc., vol. 20,‎ 1969, p. 520–526 (DOI 10.1090/s0002-9939-1969-0236029-9, MR 0236029)
- « Induced matroids », Proc. Amer. Math. Soc., vol. 29,‎ 1971, p. 213–221 (DOI 10.1090/s0002-9939-1971-0289335-5, MR 0289335)
- « Weighted join semilattices and transversal matroids », Trans. Amer. Math. Soc., vol. 191,‎ 1974, p. 317–328 (DOI 10.1090/s0002-9947-1974-0382039-7, MR 0382039)
- « On fundamental transversal matroids », Proc. Amer. Math. Soc., vol. 45,‎ 1974, p. 151–156 (DOI 10.1090/s0002-9939-1974-0387087-4, MR 0387087)
- « The DAD theorem for arbitrary row sums », Proc. Amer. Math. Soc., vol. 45,‎ 1974, p. 189–194 (DOI 10.1090/s0002-9939-1974-0354737-8, MR 0354737)
- (avec Jeffrey A. Ross), « Invariant sets for classes of matrices of zeros and ones », Proc. Amer. Math. Soc., vol. 80,‎ 1980, p. 706–710 (DOI 10.1090/s0002-9939-1980-0587961-2, MR 587961)
- (avec J. Csima), « On the plane term rank of a three dimensional matrix », Proc. Amer. Math. Soc., vol. 54,‎ 1976, p. 471–473 (DOI 10.1090/s0002-9939-1976-0387319-4, MR 0387319)
- (avec Bo Lian Liu), « Fully indecomposable exponents of primitive matrices », Proc. Amer. Math. Soc., vol. 112,‎ 1991, p. 1193–1201 (DOI 10.1090/s0002-9939-1991-1065941-8, MR 1065941)